# Gean Ramos Pankararu
Gean Ramos Pankararu é um cantor, compositor, produtor musical, roteirista e articulador cultural brasileiro, natural da Aldeia Pankararu, no município de Jatobá (PE). Com mais de duas décadas de carreira, é reconhecido como um dos precursores da música indígena contemporânea no Brasil.
Sua obra transita entre a ancestralidade do povo Pankararu e gêneros como baião, samba, bossa nova e toré, ritmo tradicional de seu povo. É autor de seis álbuns e vencedor de prêmios como o Festival Edésio Santos da Canção, o São Paulo ExpoSamba e o Prêmio Grão de Música. Também foi indicado ao Indigenous Music Awards (Canadá) e ao Grammy Latino.

### Biografia
Gean Ramos iniciou seu percurso musical aos oito anos, quando aprendeu os primeiros acordes no violão. Em 1998, deixou o território Pankararu rumo a Brasília, decidido a investir em sua trajetória artística. Em 2001, mudou-se para Florianópolis, onde gravou seu primeiro EP com composições autorais. Após uma breve passagem pelo Rio de Janeiro, retornou ao Nordeste e, entre 2004 e 2007, gravou seu primeiro álbum, Por um Segundo, enquanto se apresentava a bordo de um transatlântico internacional. Em 2008, lançou oficialmente o disco em São Paulo, e teve duas de suas canções — “Filho de Pankararu” e “Cartão Postal de Pankararu” — incluídas na trilha sonora do documentário Do São Francisco ao Pinheiros, produzido pela Universidade de São Paulo (USP). No mesmo período, participou do evento Explorer South Africa. Entre 2010 e 2011, apresentou-se em festivais pelo Nordeste e integrou a programação de encerramento da II Conferência Nacional de Cultura, em Brasília.

### EspetáculoSe Oru Obaí
Se Oru Obaí, que significa “da minha boca sai fogo” em pankararu, é um espetáculo musical apresentado com Pedro Yakekan Pankararu. O show une instrumentos tradicionais como buzzo e maracá a beats eletrônicos e violão de nylon. As canções-toré têm base no toré, ritmo tradicional do povo Pankararu, e abordam temas como espiritualidade, meio ambiente e cosmopercepção indígena.

### Atuação cultural e audiovisual
Gean é presidente do Instituto Aió Conexões Pankararu, ponto de cultura reconhecido pelo Governo do Estado de Pernambuco. É idealizador da Mostra Pankararu de Música e do Projeto Interpretar. Também atua como roteirista e diretor em documentários e webséries que registram saberes e práticas de seu povo.

### Festivais e circulação
Apresentou-se em festivais como o Festival de Inverno de Garanhuns (PE), Se Rasgum (PA), BR-135 (MA), Aldeia do Velho Chico (PE), Brasil é Terra Indígena (DF), além de projetos do Itaú Cultural, Sesc e Caixa Cultural.

### Prêmios e indicações
- Prêmio Grão de Música (2024)
- Festival Edésio Santos da Canção (2022)
- São Paulo ExpoSamba (vencedor)
- Melhor trilha sonora no Festival de Cinema de Triunfo
- Indigenous Music Awards (indicado)
- Grammy Latino (indicado)